# Andrzej Marciniak (himalaista)

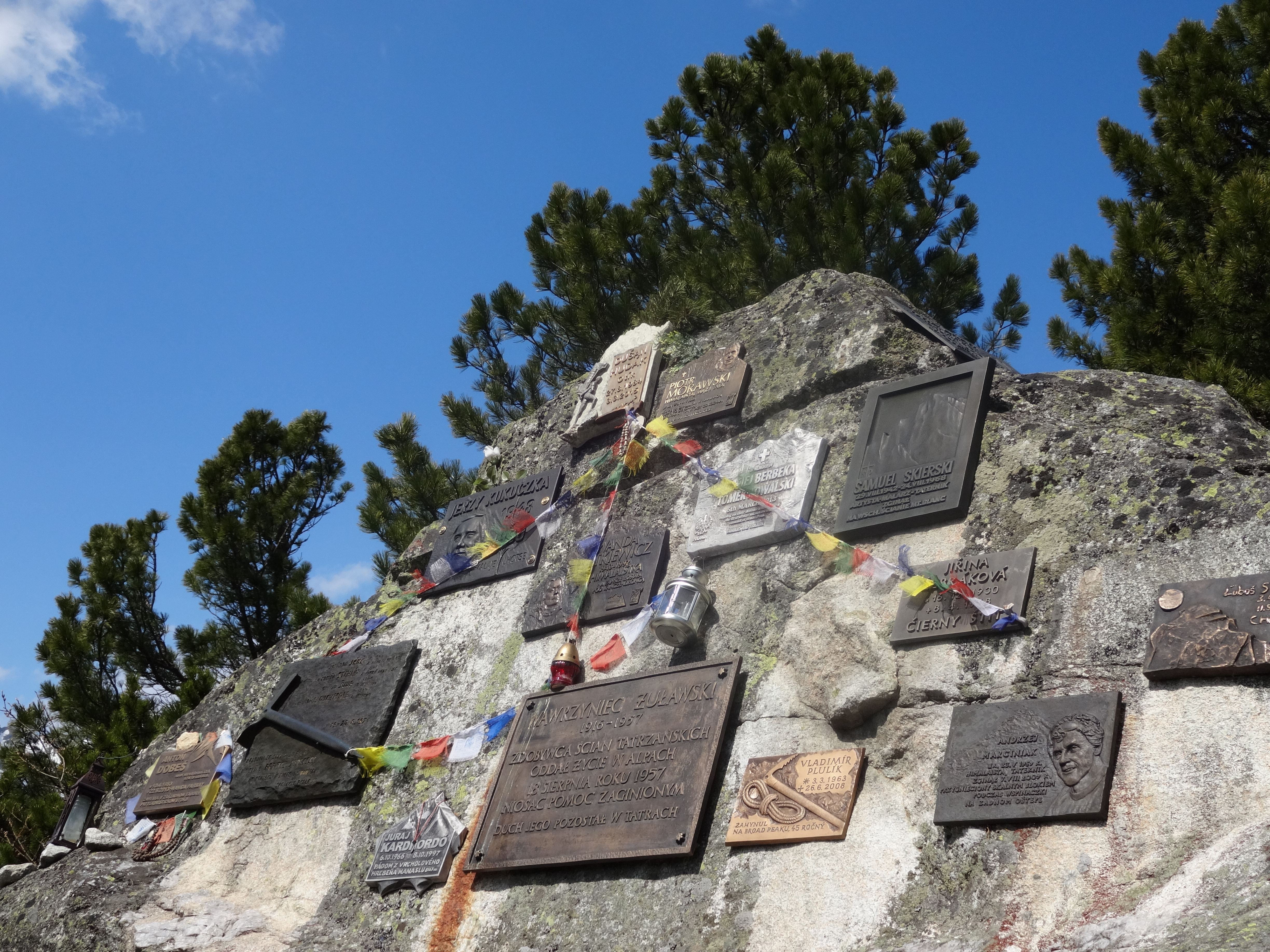
Tablice poświęcone osobom zmarłym w górach
na Tatrzańskim Cmentarzu Symbolicznym.
Pierwsza z prawej w dolnym rzędzie – tablica poświęcona Andrzejowi Marciniakowi

Andrzej Marciniak (ur. 23 maja 1959 w Kolbudach, zm. 7 sierpnia 2009 na Pośredniej Grani) – polski himalaista.

## Życiorys
24 maja 1989 zdobył Mount Everest. Był jedynym ocalałym uczestnikiem tragicznej wyprawy z 1989 roku, w czasie której zginęli Eugeniusz Chrobak, Mirosław Dąsal, Mirosław Gardzielewski, Zygmunt Andrzej Heinrich i Wacław Otręba. Został wtedy uratowany przez prowadzącego akcję ratunkową Artura Hajzera. Zginął 7 sierpnia 2009 podczas wspinaczki na Pośredniej Grani w słowackich Tatrach. Odpadł od ściany wraz z blokiem skalnym, który następnie go przygniótł.
Imieniem Andrzeja Marciniaka nazwano rondo na skrzyżowaniu przy Urzędzie Gminy w Kolbudach.

## Zdobyte ośmiotysięczniki
- 1989 – Mount Everest
- 1996 – Annapurna – nową drogą, czyli północno-zachodnim filarem Annapurny. Elizabeth Hawley uznała ten sukces za najlepsze wejście roku 1996 w Himalajach Nepalskich[7][8][9].